# Итусайнго (муниципалитет)
Муниципалитет Итусайнго  (исп. Partido de Ituzaingó) — муниципалитет в Аргентине в составе провинции Буэнос-Айрес.
Территория — 39 км². Население — 167 824 человек. Плотность населения — 4302,56 чел./км².
Административный центр — Итусайнго.

## История
Отдельный муниципалитет был образован в 1994 году, ранее эти земли входили в состав муниципалитета Морон.

## География
Департамент расположен на северо-востоке провинции Буэнос-Айрес.
Департамент граничит:
- на северо-западе — c муниципалитетом Морено
- на севере — с муниципалитетом Сан-Мигель
- на юго-востоке — с муниципалитетом Херлингем
- на юго-востоке — с муниципалитетом Морон
- на юге — с муниципалитетом Мерло

## Важнейшие населённые пункты[2]
| № | Населённый пункт | Населённый пункт (исп.) | Категория   | Население чел. (2010) | На карте                        |
| - | ---------------- | ----------------------- | ----------- | --------------------- | ------------------------------- |
| 1 | Итусайнго        | Ituzaingó               | агломерация | 167824                | 34°39′30″ ю. ш. 58°40′26″ з. д. |

#### Агломерация Итусайнго
- входит в агломерацию Большой Буэнос-Айрес

| № | Населённый пункт | Населённый пункт (исп.) | Категория | Население чел. (2001) | На карте                        |
| - | ---------------- | ----------------------- | --------- | --------------------- | ------------------------------- |
| 1 | Итусайнго        | Ituzaingó               | город     | 135275                | 34°38′30″ ю. ш. 58°41′12″ з. д. |
| 2 | Вилья-Удаондо    | Villa Udaondo           | город     | 31490                 | 34°37′07″ ю. ш. 58°41′51″ з. д. |